# سیدنی چاپلین (هنرمند)
سیدنی چاپلین (انگلیسی: Sydney Chaplin؛ ۱۶ مارس ۱۸۸۵ – ۱۶ آوریل ۱۹۶۵) بازیگر اهل بریتانیا بود. وی بین سال‌های ۱۹۰۵ تا ۱۹۲۹ میلادی فعالیت می‌کرد. او برادر ناتنی چارلی چاپلین است.
از فیلم‌هایی که وی در آن نقش داشته است، می‌توان به زندگی سگی، دوش‌فنگ، زائر، باند و یک دزد دریایی زیرآبی اشاره کرد.